# Cristian Gentea
Cristian Gentea (n. 17 august 1963, Pitești, România) este un politician român, ales în 2020 primar al municipiului Pitești.
A lucrat ca inginer fizician la Institutul de Cercetări Nucleare..
În 2020, era consilier local, președinte al filialei Partidului Social Democrat Pitești.
Cristian Gentea a absolvit Facultatea de Fizică din cadrul Universității din București. 